# Ruder-Europameisterschaften 1972
Die Ruder-Europameisterschaften 1972 wurden auf der Regattastrecke Beetzsee in Brandenburg an der Havel ausgetragen. Die Finals der Rennen in fünf Bootsklassen der Frauen fanden am 13. August 1972 statt. Die erfolgreichste Rudermannschaft wurde von der Sowjetunion mit drei Goldmedaillen entsendet. Aufgrund der im gleichen Jahr ausgetragenen olympischen Ruderregatta in München wurden bei den Europameisterschaften keine Rennen für Männer ausgetragen.

## Ergebnisse (Frauen)
Hier sind die Medaillengewinner aus den A-Finals aufgelistet. Diese waren mit sechs Booten besetzt, die sich über Vor- und Hoffnungsläufe sowie Halbfinals für das Finale qualifizieren mussten. Die Streckenlänge betrug in allen Läufen 1000 Meter.
| Bootsklasse                        | Gold | Gold    | Silber | Silber  | Bronze | Bronze  |
| ---------------------------------- | --- | ------- | --- | ------- | --- | ------- |
| Einer (W1x)                        | Niederlande Ingrid Munneke-Dusseldorp | 3:59,02 | Frankreich Annick Anthoine | 4:01,78 | Deutsche Demokratische Republik Anita Kuhlke | 4:05,25 |
| Doppelzweier (W2x)                 | Sowjetunion Galina Suslina Jelisaweta Kondraschina | 3:42,42 | Niederlande Geertruida Bauer Catharina van Akkeren | 3:44,08 | Frankreich Marie Claire Barnier Renée Camu | 3:44,18 |
| Doppelvierer mit Steuerfrau (W4x+) | Rumänien Teodora Boicu Maria Micșa Ileana Nemet Mărioara Singiorzan Maria Ghiata (Stf.)                                                                                | 3:31,82 | Sowjetunion Wera Fjodorewa Ada Timofejewa Raissa Karatajewa Wera Nikolskaja Ludmila Arsakowskaja (Stf.)                                                       | 3:32,68 | BR Deutschland Ute Meyer Marlies Meyer Marlies Schätze Karola Brandt Renate Grünke (Stf.)                                                                                 | 3:36,70 |
| Vierer mit Steuerfrau (W4+)        | Sowjetunion Nina Bistrowa Jewdokia Rjabowa Nina Abramowa Nina Filatowa Soja Mironowa (Stf.)                                                                            | 3:41,32 | Deutsche Demokratische Republik Renate Schlenzig Sabine Dähne Angelika Noack Rosel Nitsche Gudrun Apelt (Stf.)                                                | 3:44,69 | Niederlande Liesbeth de Bruin Pauline Luynenburg Myriam Steenman Yvonne Jacobi Yvonne Vischschraper (Stf.)                                                                | 3:46,50 |
| Achter (W8+)                       | Sowjetunion Jelena Morosowa Tatjana Petrowa Soja Sitnikowa Jelena Schwachko Anna Passocha Nadeschda Bondarewa Walentina Kulikowa Anna Kuleschowa Lidija Krylowa (Stf.) | 3:18,53 | Rumänien Ecaterina Trancioveanu Viorica Lincaru Elena Oprea Cristel Wiener Florica Petcu Elena Gawluk Marioara Constantin Georgeta Alexe Aneta Sieburg (Stf.) | 3:20,67 | Deutsche Demokratische Republik Ute Bahr Maria Notbohm Susanne Spitzer Marita Jaschke Sabine Schulz Monika Mittenzwei Regine Forkel Irmhild Schulz Christine Rösch (Stf.) | 3:21,17 |

## Medaillenspiegel
| Platz | Land                            | Gold | Silber | Bronze | Gesamt |
| ----- | ------------------------------- | ---- | ------ | ------ | ------ |
| 1     | Sowjetunion                     | 3    | 1      |        | 4      |
| 2     | Niederlande                     | 1    | 1      | 1      | 3      |
| 3     | Rumänien                        | 1    | 1      |        | 2      |
| 4     | Deutsche Demokratische Republik |      | 1      | 2      | 3      |
| 5     | Frankreich                      |      | 1      | 1      | 2      |
| 6     | BR Deutschland                  |      |        | 1      | 1      |
| Summe | Summe                           | 5    | 5      | 5      | 15     |